# Palpita pradolalis
Palpita pradolalis là một loài bướm đêm trong họ Crambidae.